# روبرت موراليس
روبرت موراليس (بالإسبانية: Robert Morales)‏ هو لاعب كرة قدم باراغواياني في مركز الهجوم، ولد في 17 مارس 1999 في كونسيبسيون في باراغواي.

## وصلات خارجية
- روبرت موراليس على موقع قاعدة بيانات كرة القدم.إي يو (الإنجليزية)
- روبرت موراليس على موقع Soccerway.com (الإنجليزية)
- روبرت موراليس على موقع عالم كرة القدم.نت (الإنجليزية)